# Der Runner
Der Runner ist ein Film von Michael Rowitz aus dem Jahr 2000. Er wurde von der Produktionsfirma NDF Neue Deutsche Filmgesellschaft im Auftrag von Pro7 Media AG produziert. Der Film lässt sich den Genres Science Fiction und Fantasy zuordnen.

## Handlung
Im Berlin des 21. Jahrhunderts herrscht Smog-Alarm, die Verkehrssysteme sind hoffnungslos überfüllt, die Atmosphäre ist erdrückend. Lifecorps, ein Kreditinstitut der besonderen Art, regiert die Gesellschaft: Jeder kann sich hier Geld leihen, der Gegenwert sind einzelne Organe oder der ganze Körper. 24 Stunden hat der Kunde Zeit, seinen Körper „zurückzukaufen“. Für Lifecorps ist das ein großes Geschäft, für die Klienten ein teuflischer Handel. Zur Kontrolle wird dem Kreditnehmer ein Chip eingepflanzt, der eine Flucht verhindert soll. Wer es trotzdem versucht, wird zum „Runner“ erklärt und darf „verwertet“ werden.
Der Journalist Jan ist ein leidenschaftlicher Zocker. Er ist im Casino hoch verschuldet und erhält vom Besitzer eine letzte Frist, seine Schulden von 400.000 Euro zurückzuzahlen. Zahlt er nicht, dann wird er getötet. Unterstrichen wird die Forderung dadurch, dass er Jan einen Finger abhacken lässt.
Sein Ausweg sieht er nur in Lifecorps. Jan ist guter Dinge, bekommt sogar als Bonus einen neuen Finger verpasst und begleicht mit dem geliehenen Geld eine Schulden beim Casinobesitzer. Dieser allerdings will noch ein letztes Spiel mit ihm spielen. Alles oder nichts. Wegen seiner Spielsucht geht Jan auf das Angebot ein und gewinnt das Spiel sogar. Nun hat er genug Geld, um Lifecorps auszuzahlen. Allerdings wird ihm dort gesagt, dass seine Frist abgelaufen sei und sein Körper nun verwertet werden würde. Was er nicht weiß: Er hat ein besonderes Rückenmark, was Danielle, die Chefin von Lifecorps, für ihr Kind dringend benötigt. Deshalb hat sie sein Datum auslaufen lassen. Nun steht er auf der Liste der „Runner“ – Lifecorps hat ihn getäuscht. Verfolgt von Victor und den gnadenlosen Jägern von Lifecorps, bittet Jan seine Ex-Frau Anna um Hilfe. Die Anwältin hat Kontakt zu einer Untergrundbewegung, die gegen Lifecorps arbeitet und einen großen Coup vorbereitet: Computerspezialist Rick Stollmann will sich in die EDV-Anlage des Unternehmens einhacken und alle Daten der Klienten und Runner löschen. Damit wäre Lifecorps am Ende.
Gemeinsam mit Francesca, einer Freundin aus dem Spielclub, will Jan die skrupellose Lifecorps-Präsidentin Danielle Reuter stellen. Was er nicht weiß: Seine Festnahme hat für die Präsidentin oberste Priorität.

## Produktion
Der Runner von Michael Rowitz, produziert durch ProSieben-/ndf-Koproduktion ist einer der ersten Social-Fiction-Filme mit einem deutschen Dreh- und Handlungsort. Für die Außenaufnahmen wurden hypermoderne Gebäude und die monumentale Architektur der 1930er Jahre ins Bild gerückt. In der Postproduktion wurden u. a. Visual Effects erstellt, die eine verfremdete Berliner Skyline zeigen. Die Filmmusik komponierte der irische Filmkomponist Stephen McKeon.

## Kritik
Filmdienst.de wertete: „Futuristischer (Fernseh-)Thriller, der die Metropole Berlin als chaotischen Moloch darstellt.“
TV Today schrieb: „Schicke Bilder, kreisende Kameras, da wirkt ein abgeschnittener Finger gleich viel ästhetischer, oder? Ohne selbst den Grips anzustrengen, werden Ideen aus Strange Days Twelve Monkeys oder Das fünfte Element abgekupfert.“ Fazit: „Da hilft nur eins: Ganz schnell wegzappen!“
Im Rahmen des Filmfests München 2000 war Der Runner für den VFF TV Movie Award nominiert.

## Veröffentlichung
Der Runner wurde erstmals am 12. Oktober 2000 auf ProSieben ausgestrahlt. Der Runner erschien nicht auf Videokassette oder DVD.